# Jacobo Pin Godos
Jacobo Pin Godos (Burriana, 1981) es un jurista y juez español. Desde 2018 es juez del Tribunal Superior de Justicia de la Comunidad Valenciana en la provincia de Castellón.

## Biografía
Nacido en Burriana (Castellón de la Plana) en 1981, es licenciado en Derecho por la Universidad de Navarra. Obtuvo el premio Aranzadi en 2003 por tener el segundo mejor expediente de su promoción. Ingresó en la carrera judicial en 2007. Su primer destino ha sido por petición propia el Juzgado N.º 1 de la localidad de Nules (Castellón). Es hijo de Emilio Pin Arboledas, político y diputado.

## Caso Fabra
El Juzgado N.º 1 de Nules comenzó en enero de 2004 una investigación sobre el político Carlos Fabra por un presunto fraude fiscal a la Agencia Tributaria por movimientos de dinero entre 1999 y 2004, a instancias de la Fiscalía Anticorrupción. El juicio, debido a causas diversas, se ha suspendido en varias ocasiones. Hasta ocho jueces han conocido el caso, pero a la hora de llevarlo a juicio, todos se han retirado. Carlos Fabra está imputado por diversos motivos: tráfico de influencias, cohecho, negociaciones prohibidas contra la Administración Pública y fraude fiscal. La Fiscalía Anticorrupción sigue diversos procesos contra él en la Audiencia Provincial de Castellón de la Plana. En julio de 2008, el Tribunal Supremo desestimó el recurso de casación presentado por Fabra, contra la investigación judicial. En mayo de 2010, el magistrado abre juicio con jurado. El magistrado cree que los hechos constituirían cohecho, tráfico de influencias y delito contra Hacienda Pública de Fabra y su exesposa.